# Кривично право у Краљевини Југославији
Кривично право у Краљевини Југославији доживело је значајне промене током почетка 20. века успевши да уједини кривичне законике и других земаља у целовиту и функционалну целину. Од самог почетка доношења кривични законик Југославије је по свом садржају био напредан, квалитетан и свеобухватан. Поједине одредбе у закону су биле далеко модерније модификоване у поређењу са другим европским законима. Законик садржи одредбе којима регулише противправне радње и санкције које прате такво понашање, потом процес увиђаја да ли је неко дело почињено свесно или не, чак и положај жена и какву су правну заштиту жене имале у то доба. 
Један од основих циљева законика био је да се друштвени конфликти сведу на подношљиву меру, да се све норме равноправно односе на мушкарце и жене на простору целе државе. Такође, намера да се поједине вредности и циљеви есенцијални за државу, очувају и поштују. У закону се јављају поједине новине када је реч о начину извршења казне, као и прецизни услови коју су неопходни да би се изрекла санкција. У посебним одељцима закона налазе се одредбе којима се регулише противправна радња малолетних лица као и санкције које их прате. 
При каснијој допуни кривичног законика Југославије снажан утицај су имали поједини закони, уредбе, распореди и конвенције.

## Кривично право Краљевине Југославије
Пре него што је кривично право Краљевине Југославије добило своју уједињену форму 1929. године, до тад су главни извори кривичног права били кривични законици и кривичноправни прописи као споредни извори. На простору Србије је то био кривични законик из 1860. године, у Црној Гори КЗ из 1860. године, док је на подручју Војводине на снази био КЗ Угарске из 1878. године. У преосталим државама (Хрватска, Славонија, Далмација, Словенија, Босна и Херцеговина) КЗ потицао је од аустријског КЗ из 1852. године.
Са намером да се у Краљевини Срба, Хрвата и Словенаца изједначи законодавство у кривичноправом пољу донет је указ из 1919. године чије су се одредбе КЗ Србије из 1860. године пренеле на целу територију Краљевине. Том одредбом се и српски Војни кривични законик из 1901. године пренео на целу територију државе, а потом 1930. године настао је југословенски Војни кривични законик.
Године 1921. отпочео је пројекат на јединственом законику који је завршен 1923. године. Народној скупштини је 1926. године био упућен документ, који није могао бити усвојен. Кривични законик Краљевине Југославије је донет 27. јануара 1929. године, док је на снагу ступио 1. јануара 1930. године. Овај законик је био један од првих законика донесених по увођењу личне власти краља Александра. Законик се односио и важио је за целу земљу, припадао је међу једним од бољих и савременијих закона у поређењу са законима других земаља тог времена. Наиме, кривични законик био је заснован на новим и модерним установама кривичног права. Основа која је послужила за израду јединственог законика био је пројект српског КЗ из 1911. године. Поред тога, писци тог законика користили су се немачким КЗ из 1871. године. 
Важни извори кривичноправних одредби били су Закон о заштити јавне безбедности и реда у држави из августа 1921. и Закон о штампи из августа 1925. године. Пошто је уведена лична владавина краља Александра 6. јануара 1929. године ова два закона су измењена са намером да се уништи свака могућа акција и деловање уперено против народног јединства и државног поретка.
У КЗ утемељено је латинско начело Nullum crimen, nulla poena sine lege (нема дела ни казне ако нису претходно прописани у закону). Законик се заснивао на модерним установама кривичног права. Све кажњиве радње су сврстане у две категорије: у злочине и у преступе. Злочини су обухватали сва кривична дела којима је следила смртна казна, робија или заточеништво. Са друге стране, преступи су представљали лакша кривична дела за које су биле предвиђене казне строгог затвора или новчана казна. Иступи (одн. прекршаји) су обухватали најлакше кажњиве радње, који нису били обухваћени законом, већ остављени по страни за посебан законик, који је требало да садржи и кривични поступак за иступе. Све до 1941. године тај законик није донет, а до тад су на снази остали ранији партикуларни прописи о иступима.
Начело индивидуалне одговорности учиниоца кривичног дела је усвојено у КЗ 1929. године која се заснивала на урачунљивости и кривици. Усвојен је и појам смањене урачунљивости. За њихов прекршај су уследиле казне везане за безбедност, васпитне мере, док су главне казне биле: 
- ·        Смртна казна (вешање)

- ·        Казна лишења слободе (робија, заточеништво, затвор и строги затвор)

- ·        Као и новчана казна

Једна од основих казни била је казна лишења слободе, за чије извршење је уведен тзв. прогресивни систем лишења слободе (ирски систем) по коме је осуђеник примереног владања добијао погодности приликом извршења казне. На тај начин су се уклањали недостаци заједничког затварања, али и усамљеничког затвора у ћелији. Ипак, одредбе о казни лишења слободе и њеном извршавању јавила су се огромна материјална улагања од стране државе. Такође, биле су предвиђене и споредне казне као губитак часних права (атимија) и губитак службе. Према КЗ, приликом одређивања казне комбиновали су се принципи законитости тј. легалитета и принцип индивидуализације казне. Границе минималне или максималне казне утврђиване су самим законом. Ипак, тако постављене границе нису биле довољно широке да би се омогућило примењивање принципа да се учиниоцу казна одмери према степену његове кривичне одговорности. 
Од субјеткивних али и од објективних околности, зависио је и степен те кривичне одговорности које су се тицале почињеног дела, пре свега вредности повређеног добра и последице тог дела. У КЗ из 1929. године наведе су околности које су утицале да ли ће казна бити већа или мања; опасност по друштвени поредак због злочиначке наклоности учиниоца, циљ због кога је дело учињено итд. 
Као споредна казна је предвиђена је казна губитка слободе. Међу новинама у законику су биле су:  
- ·        Мере безбедности

- ·        Институт условне осуде

Циљ мера безбедности обухватао је поправак и лечење извршилаца кривичних дела. Оне нису биле налик казни, али су на одређени начин допуњавале казну као типичну и примарну санкцију. Правни основ за изрицање тих мера био је потенцијална опасност по друштво и заједницу. Како је објашњено у Законику, основни услови за изрицање мера безбедности су да се ради о некоме ко је најмање три пута био осуђен на робију за злочин са предумишљајем. Уколико би се у року од пет година утврдило да је учинилац опасан по јавност, предузимале би се мере безбедности. Укупно је постојало девет мера безбедности: задржавање осуђеника, упућивање у завод на рад, упућивање у завод на лечење, чување итд. Мере безбедности су биле једине санкције против неурачунљивих кривичних дела. Неурачунљивим извршиоцима се није могла изрећи казна, већ једино мера безбедности. 
Институт условне осуде настао је као последица социолошке школе у кривичном праву. Главна функција условне осуде била је да краткотрајно замени казну лишења слободе коју би осуђеници издржавали. Условном осудом се одвијало извршење казне која је изречена у пресуди на одређено време, под условом да се осуђено лице добро и ваљано понаша за време одлагања (тзв. кушње). Време кушње није смело да буде краће од годину дана нити дуже од пет година. У тренутку кушње, уколико се осуђеник понашао добро и суд није одредио извршење одложене казне, подразумевало се да није био ни осуђен на ту казну. 
Кривични законик из 1929. је допустио условну осуду само у случају кад би неко био осуђен на строги затвор до шест месеци или на затвор до једне године или на новчану казну. Тај акт је допуштао примену условне осуде уколико се размаотри личност која је починила то дело и уколико се могло предвидети да ли ће учинилац, без извршења пресуде, убудуће учинити кривично дело. У тренутку доношења одлуке о условној осуди, суд је имао за задатак да увиди ранији живот и владање осуђеника. 
Условна осуда је одиграла веома важну функцију одржаја казнених затвора не пренатрпаним. Са друге стране, проузроковала је и незадовољство због неравномерне примене од судске стране, али и због њене примене тамо где није требало. Она се практиковала на неодговарајући начин због тога што је за њену примену била досуђена меродавна казна, а не запрећена. Суштински то је значило да осуда могла изрећи и за најтеже кривично дело. 
У посебном делу кривичног закона из 1929. године, били су прописани напади на поједина правна добра. Ти заштитни објекти су: 
- ·        Опстанак државе, њеног уређења, вршење власти

- ·        Живот и телесни интегритет

- ·        Исправе и мере

- ·        Новац, тајне, брак, част

У кривичом законику из 1929. године дефинисани су најважнији и најнужнији кривичноправни институти, као што су умишљај, нехат, подобност за урачунљивост, нужна одбрана, стање нужде, покушај итд. Умишљај је био дефинисан на следећи начин: „Кривично је дело учињено с умишљајем; кад је учинилац његово извршење хтео или кад је он, предвиђајући забрањену последицу која може из његовог дела да напусти, пристао на њено наступање" (§ 16). Дефиниција подобности за урачунљивост је била:  „Неће бити одговоран, ко у време учињења дела није могао схватити природу и значај свог дела или према томе схватању радити услед друштвеног растројства или помућења свести или умне неразвијености или слабоумности" (§ 23).
Кривични законик из 1929. године је посвећен личности кривца (кривице) и његовим особинама. Има неколико категорија кривица: 
- ·        Малолетници

- ·        Новајлије

- ·        Повратници

- ·        Професионалци

Малолетници су она лица која нису напунила седамнаест година (такозвани млађи малолетници од 14 до 17 година). Они су уместо казне, добијали неку од васпитних мера: укор, упућивање у специјални завод. За такве случајеве приписивао се систем принудног васпитања и поправљања. Старији малолетници су лица обухваћена између 17. и 21. године и они су добијали блаже казне у односу на пунолетнике. Такви прописи о кривичноправној одговорности су били међу најнапреднијим у свету. Такође, одредбе о заштити економски и социјално слабим лицима су још једна од позитивних карактеристика овог закона, чији је главни задатак спречавање класног сукоба. 
У  кривичном законику Краљевине Југославије многи законици су допринели његовој допуни.
- ·        Уводни закон  од 16. фебруара 1929. године

- ·        Закон о извршењу казни лишења слободе од 16. фебруара 1929. године

- ·        Уредба о организацији, употреби и наплати осуђеничке радне снаге у казненим и другим сличним заводима од 18. јануара 1930. године

- ·        Уредба о одређивању новчаних казни и замени тих казни казном лишења слободе од 31. децембра 1929. године

- ·        Распоред осуђеника на поједине казнене заводе

- ·        Уредба о извршењу мера безбедности

- ·        Уредба о оснивању и раду државних завода за васпитање и поправљање дечијег понашања

- ·        Уредба о поправљању понашања старијих малолетника који су осуђени на губитак слободе

- ·        Распоред за упућивање деце у заводе- поправне домове

- ·        Начин васпитавања у заводима

- ·        Законик о судском кривичном поступку

- ·        Закон о заштити јавне безбедности и поретка у држави

- ·        Закон о штампи

- ·        Конвенција за сузбијање промета неморалних публикација и трговине[7]

## Рад и ток реформе домаћег кривичног законодавства
Првог јануара 1908. године је образована ужа комисија у министарству за израду пројекта српског кривичног законика. Ова комисија је министарству правде предала рукопис кривичног законика 27. марта 1910. године. Исте године овај рукопис је објављен као службено издање министарства правде под називом  „Пројекат и мотиви казненог законика“. Године 1911. образована је још једна комисија за предмет поменутог пројекта. Ова комисија је додала знатне промене у самом раду. Међутим, прерађен пројекат није био објављен због ратних догађаја који су уследили. 
Главне новине у пројекту биле су: 
1. Увођење кривица у законски систем са свим консеквенцама
2. Потпуно увођење мера безбедности

У самом Sammlung Ausserdeutscher Strafgesetzb Ucher изашао је српски пројекат на немачком језику: "Vorentwurf zu einem Strafgesetzbuch fur das  konigreich Serbien"  (у коме је преведен општи део рада). Са проширењем Србије у Краљевину Срба, Хрвата и Словенаца, јавила се потреба да се створи општи кривични законик. У министарству правде, где је 1920. године формиран стални законодавни савет, 17. јануара 1921. отпочето је са израдом унификације. Пројекат је завршен и објављен од стране министарства правде. Рад је 1926. године упућен Народној скупштини. У њеном законодавном одбору, предмет је била дискусија, али је предмет остао незавршен. Појам кривице је уведен у зборник у глави II, док су се мере о безбедности налазиле у глави III. При изради самог законика није задржана двојна деоба кривичних дела српских пројеката од 1910. и 1911. године у злочине и преступе. Мада су у сам законик унети и злочини и преступи, без иступа (за који ће се написати посебан закон). Нови закон о иступима регулисан је након пројекта кривичног законика.

## Појам кривичног дела
Кривично дело или вулгарно звано кривица, а често и у судској пракси и законодавству је једна врста неправа или деликта, која је добила назив кривично неправо. Научник Хегел је имао своју теорију мишљења о овом питању. Он је сматрао да су кривично неправо и приватно неправо два рода неправа које се није могло одржати, иако је дуго времена имала велики број присталица. Кривично дело је морало да има извесне елементе, заједничке са деликтом. Кривично дело (crimen, maleficium) је према нама противправно. Фери каже да је, анатомија кривичног дела:
1. Кривично дело је проузроковано људском радњом;
2. Та радња се може састојати у чињењу или нечињењеу;
3. Елементи радње су заједничка;

Из наше дефиниције дела произлази: 
- Основни елемент је генус, једна чињеница по себи.
- Према Трипартицији кривично дело није кажњиво дело као према Бипартицији, већ дело које је услов постојања кривице.

Поред нашег реалистичног појма КД. постоје општи, реалистички, јуристички, симптоматички.

## Људска радња
Радња је људско телесно држање. Према савременом схватању кривица и казна морају бити људске. Дакле, само је човек могао да буде извршилац кривичног дела. Телесно држање је врста телесног покрета. Према томе, постоје две врсте људске радње она која је посматрана сама за себе, као и чињење и нечињење. Такође су постојале две врсте кривичних дела: 
1. Чињењем: Телесни покрет је у физиолошко-психолошком смислу контракција мишића. Пропуштањем телесног покрета је према томе одсуство поменуте контракције.
2. Нечињењем: Радња по неким писцима може бити активно држање, као друга врста „људске радње“- трајна радња. Постоје две подврсте: стање акције и неакције.

Та друга врста постоји код трајних кривичних дела. Заснива се на мешању последице и телесног покрета. Психички доживљаји нису довољне радње у кривично-правном смислу тј.нису довољни за кривичну одговорност. Пошто субјективни моменти не смеју бити унесени у у појам кривичног дела, телесни покрет не мора бити вољан, да би био радња као што се тврди у Бипартицији.

## Последица и узрок
Из основног елемента у појму кривичног дела произилази,  да свако дело мора имати  последицу. Тако код убиства последица радње је смрт, код лишења слободе статус човека се мења. Последица се може схватити као једна промена у спољашњем свету. Поред овог динамичког схватања последице, постоји и статичко (схватање готовог производа). У том смислу у спољашњем свету, последица је произведено стање. Но чулно опажање се не може сматрати као појмовно обележје последице, јер је опажање само по себи разумљиво, самим тим је страна последици као објективна појава. Нема појаве која је настала сама од себе, без узрока која није проузрокована већим или мањим бројем прекршаја. Узрочност је веома битан правни термин, који испитује однос између одређене радње и њене последице (последичне кривичне радње). При томе се радња дефинише као узрок, а однос се назива узрочни однос. 
Један од најтежих проблема са којима се кривично право одувек суочавало, представља утврђивање узрочног односа између радње и последице кривичног дела. Оно се код кривичних дела угрожавања уопште, заснива на утврђивању хипотетичког узрочног тока, који суд мора да утврди на основу искуства и околности сваког конкретног случаја, посебно с обзиром на карактер и меру кршења прописа. Узрочност је релевантна само код оних кривичних дела, која за свој исход имају последицу у ужем смислу. Нема узрочне везе код оних дела која као конститутивни елемент у свом бићу не садрже последицу. Сама последица је ту консумирана радњом извршења. На пример, код кривичног дела давања лажног исказа, радња давања лажног исказа је довршена самим давањем лажног исказа, без потребе за наступањем одређене последице. Сама последица наступила је довршењем радње извршења.

## Појам инкриминације и приватна тужба
Услови инкриминације су околности независне од противправности  и у казненом закону предвиђање  по проузроковању људске радње од чијег постојања зависи интеракција истог. Један од елемената кривичног дела је одговарање. Оно треба да се придружи противправности у казненом закону, како би проузроковање нечега људском радњом било кривично дело. Заступници Бипартиције, према којој  се кривично  дело схвата  објективно-субјективн, као кажњиво дело називају услове инкриминацијама (услови књижевности или њеним спољашњим условима). Услови инкриминације могу бити општи и то су они који важе за сва кривична дела без (апсолутно-општег) или са изузецима (релативно-општег) као и посебни. Посебни су они који важе само за поједина кривична дела. Општи услови инкриминације: 
- Ниједно дело пре свега иако је противправно не може бити преступ, према томе у општом кривичном  делу, ако је извршено у иностранству,  а није кривично дело

- Услови могу такође бити позитивни и негативни

- Позитивни су, кад се састоје у захтеву то јест кад постоји одређена околност, а негативни су они који се састоје у захтеву, али да извесна околност не постоји.

#### Приватна тужба
Постоје кривична дела у којима гоњење може почети када имамо извршиоца који може бити кажњен, ако се против њега постоји тужба повређеног лица. Таква тужба се назива приватна тужба, њоме се дају предлози и одобрења. Тужба дакле представља изјаву воље од стране повређеног, да се поведе гоњење по извесном кривичном делу.

## Положај жене у кривичном праву
Положај жене био је доста ублaжен, али то није ни приближно одговарало савременом схватању жене и њене улоге у друштву. И пре саме унификације законодавства, сви закони који су важили на територијама појединих држава и области које су ушле у састав Краљевине Срба, Хрвата и Словенаца имала су исти став – жена је подређено биће, које не може имати подједнаку правну способност као мушкарац. Кривични законик из 1929. године не прави разлику у полу учиниоца кривичног дела. Законик се примењује према сваком, без обзира на пол. Жена је равноправна са мушкарцем и потпуно самовластан носилац свих права и дужности. 
Одредбе које се односе на жену могу се сврстати у две групе, према томе да ли су материјалноправне или формалноправне природе. Материјалноправне одредбе према њиховој међусобној сродности и припадности могу се поделити у две групе. Првој групи припадају све оне одредбе Законика које говоре о заштити женине личности, а посебно о заштити њеног полног интегритета. Ту спадају одребе о побачају (§§ 170-174), о отмици жене (§ 246), о силовању (§ 269), о проституцији (§§ 280-283). Другој групи припадају одредбе које говоре о заштити брака, о прељуби (§ 292) и о бигамији (§ 290). Као подврста могле би се подвести одредбе које иду у заштиту односно које говоре о ванбрачној мајци и њеним деликтима. О ванбрачној мајци кривични законик говори само у вези с блажим кажњавањем код чедоморства (§ 170) и код побачаја (§ 171).
Вољни побачај се кажњавао, али се ипак признавала потреба вештачког прекида трудноће ако то захтевају неотклониви разлози тешке опасности по живот и здравље трудне жене. То је први пут да се у нашој правној историји изричито дозвољава, то јест не кажњава побачај заметка. Свакако, ово нормативно уређење побачаја доказује да је жена још увек била подређена самом властитом заметку, и да само опасност по највише њене интересе може уз извесно отежане предуслове да од ње отклони кажњивост за неопходно потребни побачај. 
Према § 171 кажњава се затврором до три године свака „трудна жена, која сама свој плод побаци или другом допусти да јој то учини“. У одредби од. 2. § 171 постоји изузетак у корист ванбрачне мајке. Законодавац је имао у виду тежак положај ванбрачних мајки, с тога је суд могао „ванбрачну мајку ако је сама извршила побачај и ослободити сваке казне“. Други изузетак од опште кажњивости побачаја дефинисан је у § 173. По тој одредби „неће се казнити лекар који трудној жени уз претходну пријаву власти, а на основу лекарског комисијског мишљења правилно изазове прекидање трудноће или побачај да би јој спасио живот или отклонио неизбежну опасност по њено здравље, кад то никаквим другим начином није могуће.“ 
Отмица жене представља најтежи напад на њену личну слободу и интегритет. Жена је на тај начин потпуно сведена на ниво објекта туђе силе. Ова отмица у ужем смислу је нормирана у § 246. Према тој одредби кажњава се законом, а у особито тешким случајевима и робијом до пет година: „Ко женско лице силом, претњом злочинством или преступом или преваром одведе у намери да он или који други с њим ступи у брак.“ Овом се одредбом казненоправно штити женина лична слобода, њен телесни и полни интегритет пред свачијим захватом и без обзира на године старости одведене жене. За примену поменуте казнене санкције потребно је да је женско лице „одведено“ и то у циљу да се прислили на брак с починитељом или било којим другим лицем. Као отмица третирају се деликти §§ 278 и 293 кривичног законика. Отмица ради блуда кажњавала се § 278 кривичног законика и то робијом до пет односно десет година „ко силом, претњом или преваром одведе полно непорочно женско лице у намери да се с њим он или који други у блуду живи.“
Силовање је кривично дело сврстано у одељак који регулише кривична дела против јавног морала, овим одредбама се настоји заштити телесног интегритета жене и њено право на одлуку о свом полном интегритету. Кривични законик пружио је једнаку правну заштиту од силовања свим женама, како онима које су у браку, тако и неудатим, без разлика у сталежима или годинама. Са силовањем су изједначени и полна злоупотреба малолетника (§ 276) и искоришћавање жене у невољи (§277).
Проституција је била најрањивија тачка свих друштава 20. века. Истакнута је као кажњива радња, којој закон прети казном затвора до три месеца, као и принудни рад.
Између кривичних дела против брака у Кривичном законику истиче се на првом месту бигамија. По § 291 кажњава се строгим законом савко „ко ступи у нов брак и ако се већ налази у законитом браку“ или онај који ступи у брак знајући да је друго лице још у ваљаном браку с другом особом. Као нарочита мера за казненоправну заштиту брака одређује се у § 291 по којој се кажњава строгим законом „ко ступајући у брак лукаво прикрије какву чињеницу због које се брак може огласити ништавим или рушљивим.“ Једнако се кажњава и онај „ко другога лукавим обмањивањем због кога се брак може побијати наведе да с њим ступи у брак.“
Како би се ова санкција применила потребно је да је брак с таквим лицем већ склопљен. На основу тога ће казнени суд расправљати о питању да ли постоје услови за покретање овог кривичног поступка, односно да ли је основна чињеница таква да се због ње може брак прогласити ништавим или да је рушљив. Друга је препоставка за постојање овог дела да се „прикрије“ или „лукаво обмане“ женско лице или његов законски заступник. Чести су били случајеви да младожења сам не почини овај деликт, него за њега трећа лица, проводаџије. По § 291 проводаџија се не кажњава, јер он није „ступио у брак“. Међу одредбама о заштити брака спада и норма § 293 о одвођењу малолетнице старије од 14 година. За примену ове казнене санкције не треба да је са одведеном малолетницом брак већ склопљен, довољно да је у ту сврху одведена.
Прељуба заузима нарочито месту међу овим одредбама. Мушкарац и жена су изједначени у овом погледу, њихова одговорност и казненоправна санкција су једнаке. По старијим казненим законицима жена прељубница се кажљавала строже од мушкарца. На жену је био сручен сав друштвени презир, а мушкарац једва да се и позивао на одговорност.
С обзиром да је жена потпуно изједначена са мушкарцем, она може бити и бранилац и заступник учесника, уопште странака у кривичном поступку. Ако је малолетна може као оштећена да пред кривичним судом брани без заступника своје интересе. Међу одредбама кривичног поступка важне су за жену следеће норме: према т. 1-3 § 169 жена као вереница, брачни друг или блиски сродник, ослобођена је дужности сведочења у кривичном поступку против њеног мужа, вереника, или блиског сродника, § 141 код претреса над женским лицем увек се морају узети за сведоке само женска лица, о од. 2 § 145 трудноћа је сметња за извршење правомоћне казни лишења слободе „ако је у тако високом степену да би се порођај имао догодити за време трајања казне“. На основу тога трудној жени мора се одложити казна кадгод постоји поменута могућност порођаја за време извршења казни лишења слободе.

## Положај малолетника у кривичном праву
Кривични законик Краљевине Срба, Хрвата и Словенаца у § 14 став 1. тачка 1. је малолетнике разврстао у три групе:
1. Дете, обухвата сва лица која нису навршила 14 година. Кривични законик је увео промену у односу на раније кривично законодавтво и проширио правну заштиту најмлађим учиниоцима кривичних дела. Казнителни законик је децом сматрао лица која нису навршила 12 година (§55).
2. Млађи малолетник – лица која имају 14 година, али нису навршила 17 година. Кривични законик је повећао границу одговорности малолетника. Казнителни законик је млађим малолетницима сматрао лица узраста од 12 до 16 година (§57).
3. Старији малолетник – лица која имају 17 а нису навршила 21 годину. Као што се види из овог прописа, у време важења Кривичног законика Краљевине Срба, Хрвата и Словенаца, пунолетство се стицало са навршеном 21 годином живота. Ова граница пунолетства важила је и за време примене Казнителног законика из 1860. године (§58).

У складу са овом поделом малолетника, законодавац је предвидео и различите степене одговорности истих;
Дете као лице које није напунило 14 година живота, изврши било које кривично дело, према њему се не може предузети кривично гоњење и кажњавање. Дете као учинилац кривичног дела предаће се родитељима, старатељима или школској власти да га они казне и надаље над њим врше надзор. „Малолетници се држе са незрелима, заштићени су законом " (§ 39). Уколико се утврди да је дете напуштено или морално искварено, старатељски суд ће овакво дете предати заводу за васпитање или подесној породици где ће остати док не буде поправљено или док не наврши 17 година. (§ 26) 
Према млађим малолетницима се обично изричу васпитне мере, са изузетком, које се односе на ситуацију када лице које по навршеној 15. години живота изврши неки од злочина (убиство), а при том је био у стању да схвати природу и значај свог дела. Према таквом малолетнику су се примењивали прописи који важе за кажњавање старијих малолетника.
Што се васпитних мера тиче, Кривични законик предвиђа поверу родитељима, старатељима или школској установи да га казне и врше надзор над њим, а, уколико је млађи малолетник напуштен и искварен, биће послат у посебан завод за васпитање или у подесну породицу док се не поправи. Тамо би провео најмање годину дана, а најдуже до навршетка 21. године живота. (§  27.) Уколико је млађи малолетник довољно зрео да схвати значај свога дела, старатељски суд му може изрећи укор – ако је кривично дело незнатније природе или је последица учиниочеве лакомислености, отпуштање на прокушавање. Ако је кривично дело теже природе, а последица је лакомислености учиниоца, а у трајању од најмање годину дана, и упућивање у завод за поправљање млађих малолетника – ако је малолетник напуштен и морално покварен, а на период од најмање годину дана и најкасније до навршене 21. године живота.
Законом се претпоставља урачунљивост старијих малолетника, која је толико смањена да би била сразмерна степену душевне зрелости старијих малолетника. Због овога, законом су прописане блаже казне према старијим малолетницима. На пример, за дело за које је прописана смртна казна или казна трајне робијe, малолетник ће бити осуђен на највише 7 година робије или заточења. За казне лишења слободе, суд је ограничен да малолетнику може изрећи највише десет година робије или заточења. Поред овога, суд може ублажити казну, тако што ће малолетника осудити на строги затвор или затвор уместо на робију или заточење. ( § 30.)
Након што малолетници буду отпуштени из завода за васпитање, односно поправљање, суд може изрећи меру безбедности заштитног надзора. Циљ изрицања ове мере безбедности јесте да се малолетник чува и склони од опасности вршења нових кривичних дела и да се привикне на уредан живот. (§ 56.) 